# Tomáš Pöpperle
Tomáš Pöpperle (* 10. října 1984 Broumov) je český hokejový brankář.

## Hráčská kariéra
Původně začal s fotbalem, který trénoval a dodnes trénuje jeho otec Bohumil. Později začal hrát souběžně s fotbalem i lední hokej a teprve později se soustředil pouze na hokej a postavil se i do hokejové branky. V patnácti letech přišel do pražské Sparty, kde hrál v juniorských týmech v sezónách v letech 1999-2004. Část sezóny 2003/2004 strávil i v týmech HC Berounští Medvědi (v 1. lize) a HC Příbram (v 2. lize).
V roce 2005 byl draftován týmem Columbus Blue Jackets (NHL) v pátém kole draftu na pozici 131. Po přípravném campu, kdy pro něj nebylo jisté místo v hlavním týmu a po dohodě s týmem se vrátil do Evropy, kde nakonec dostal angažmá v Eisbären Berlín, s nimiž nakonec vybojoval titul mistra německé ligy pro sezónu 2005/2006. V závěru sezóny mu přišla i pozvánka do reprezentačního týmu České republiky a zažil tak i svůj první start na světovém šampionátu.
Sezónu 2006/2007 strávil za mořem: ve farmářském týmu Tampy Bay v Syracuse Crunch. 2. února 2007 se však dočkal svého debutu v NHL v zápase Columbusu proti Calgary Flames a jako devátý Čech v historii NHL se postavil do branky nejslavnější ligy světa. V sezóně 2003–04 si sparťanské duo Marek Schwarz a Tomáš Pöpperle svými výkony vysloužilo účast na MS do 20let 2003–04.

## Ocenění a úspěchy
- 2000 ČHL-18 – Nejvíce čistých kont
- 2000 ČHL-18 – Nejvíce vítězství
- 2005 ČHL – Nejnižší průměr inkasovaných branek
- 2005 ČHL – Nejúspěšnější brankář
- 2005 ČHL – Nejlepší nováček
- 2010 ČHL – Nejnižší průměr inkasovaných branek
- 2012 ČHL – Nejnižší průměr inkasovaných branek
- 2012 ČHL – Nejúspěšnější brankář
- 2012 ČHL – Nejvíce čistých kont
- 2012 ČHL – Nejvíce vítězství
- 2012 ČHL – Nejčastější hráč zápasu
- 2014 ČHL – Nejnižší průměr inkasovaných branek
- 2014 ČHL – Nejvíce čistých kont
- 2014 ČHL – Nejvíce vítězství

## Prvenství

### ČHL
- Debut – 7. března 2004 (HC Vítkovice proti HC Sparta Praha)
- První inkasovaný gól – 5. listopadu 2004 (HC Sparta Praha proti HC Lasselsberger Plzeň, českým útočníkem Martinem Strakou)
- První vychytaná nula – 16. listopadu 2004  (HC Dukla Jihlava proti HC Sparta Praha)

### NHL
- Debut – 2. února 2007 (Calgary Flames proti Columbus Blue Jackets)
- První inkasovaný gól – 2. února 2007 (Calgary Flames proti Columbus Blue Jackets), kanadským obráncem Rhett Warrener)

### KHL
- Debut – 6. září 2012 (HC Lev Praha proti Dinamo Riga)
- První inkasovaný gól – 6. září 2012 (HC Lev Praha proti Dinamo Riga), lotyšským útočníkem Martins Karsums)
- První vychytaná nula – 10. září 2012 (HC Lev Praha proti HK Donbass Doněck)

## Klubová statistika

### Základní části
| Sezona       | Tým                   | Liga         | Z  | V  | P  | R | Pvp | MIN  | OG  | ČK | POG  | %ChS |
| ------------ | --------------------- | ------------ | -- | -- | -- | - | --- | ---- | --- | -- | ---- | ---- |
| 1999–00      | HC Sparta Praha       | ČHL-18       | 47 | —  | —  | — | —   | —    | —   | —  | 1.66 | .926 |
| 2000–01      | HC Sparta Praha       | ČHL-18       | 42 | —  | —  | — | —   | —    | —   | —  | 2.10 | .920 |
| 2001–02      | HC Sparta Praha       | ČHL-20       | 29 | —  | —  | — | —   | 1653 | 65  | 2  | 2.36 | .920 |
| 2002–03      | HC Sparta Praha       | ČHL-20       | 28 | —  | —  | — | —   | 1500 | 52  | 2  | 2.08 | .927 |
| 2003–04      | HC Sparta Praha       | ČHL-20       | 30 | —  | —  | — | —   | 1778 | 60  | 4  | 2.02 | .940 |
| 2003–04      | HC Příbram            | 2.ČHL        | 2  | —  | —  | — | —   | 60   | 2   | 0  | 2.00 | —    |
| 2003–04      | HC Berounští Medvědi  | 1.ČHL        | 5  | —  | —  | — | —   | 205  | 7   | 0  | 1.38 | .953 |
| 2003–04      | HC Sparta Praha       | ČHL          | —  | —  | —  | — | —   | —    | —   | —  | —    | —    |
| 2004–05      | HC Berounští Medvědi  | 1.ČHL        | 16 | —  | —  | — | —   | 966  | 29  | 1  | 1.80 | .940 |
| 2004–05      | HC Sparta Praha       | ČHL          | 25 | 15 | 9  | 0 | —   | 1325 | 35  | 4  | 1.58 | .949 |
| 2005–06      | Eisbären Berlin       | DEL          | 31 | —  | —  | — | —   | 1845 | 67  | 3  | 2.18 | .929 |
| 2006–07      | Columbus Blue Jackets | NHL          | 2  | 0  | 0  | — | 0   | 45   | 1   | 0  | 1.35 | .929 |
| 2006–07      | Syracuse Crunch       | AHL          | 49 | 25 | 19 | — | 4   | 2833 | 135 | 4  | 2.86 | .905 |
| 2007–08      | Syracuse Crunch       | AHL          | 17 | 7  | 8  | — | 0   | 890  | 44  | 1  | 2.97 | .900 |
| 2008–09      | HC Sparta Praha       | ČHL          | 41 | 22 | 19 | — | 0   | 2361 | 106 | 2  | 2.69 | .918 |
| 2009–10      | HC Plzeň 1929         | ČHL          | 35 | 26 | 9  | — | 0   | 2124 | 78  | 2  | 2.20 | .925 |
| 2010–11      | HC Sparta Praha       | ČHL          | 50 | 20 | 30 | — | 0   | 3247 | 136 | 6  | 2.51 | .916 |
| 2011–12      | HC Sparta Praha       | ČHL          | 46 | 30 | 16 | — | 0   | 2819 | 95  | 5  | 2.02 | .935 |
| 2012–13      | HC Lev Praha          | KHL          | 38 | 18 | 19 | — | 0   | 2271 | 85  | 6  | 2.25 | .917 |
| 2013–14      | HC Sparta Praha       | ČHL          | 44 | 30 | 14 | — | 0   | 2572 | 69  | 11 | 1.61 | .936 |
| 2014–15      | HK Soči               | KHL          | 45 | 21 | 18 | — | 0   | 2417 | 108 | 2  | 2.68 | .912 |
| 2015–16      | HC Sparta Praha       | ČHL          | 35 | 24 | 11 | — | 0   | 1938 | 77  | 3  | 2.38 | .912 |
| 2016–17      | HC Sparta Praha       | ČHL          | 39 | 20 | 19 | — | 0   | 2263 | 84  | 4  | 2.23 | .911 |
| 2017–18      | Fischtown Pinguins    | DEL          | 46 | 22 | 22 | — | 0   | 2615 | 126 | 4  | 2.89 | .909 |
| 2018–19      | Fischtown Pinguins    | DEL          | 44 | 24 | 17 | — | 0   | 2412 | 111 | 3  | 2.76 | .893 |
| 2019–20      | Fischtown Pinguins    | DEL          | 25 | 10 | 15 | — | 0   | 1460 | 64  | 3  | 2.63 | .908 |
| 2020–21      | Fischtown Pinguins    | DEL          | 13 | 7  | 6  | — | 0   | 743  | 29  | 0  | 2.34 | .924 |
| 2021–22      | Kölner Haie           | DEL          | 22 | 9  | 12 | — | 0   | —    | —   | 1  | 3.44 | .875 |
| 2022–23      | Starbulls Rosenheim   | 3.Ger        | 8  | —  | —  | — | —   | —    | —   | —  | 0.88 | .962 |
| 2023–24      | Starbulls Rosenheim   | DEL2         | 32 | 16 | 15 | — | 0   | —    | —   | 0  | 3.08 | .904 |
| Celkem v NHL | Celkem v NHL          | Celkem v NHL | 2  | 0  | 0  | — | 0   | 45   | 1   | 0  | 1.35 | .929 |

### Play-off
| Sezona       | Tým                  | Liga         | Z  | V  | P | MIN | OG | ČK | POG   | %ChS  |
| ------------ | -------------------- | ------------ | -- | -- | - | --- | -- | -- | ----- | ----- |
| 1999–00      | HC Sparta Praha      | ČHL-18       | 7  | —  | — | —   | —  | —  | 2.00  | .918  |
| 2001–02      | HC Sparta Praha      | ČHL-20       | 5  | —  | — | 320 | 15 | 0  | 2.81  | .919  |
| 2002–03      | HC Sparta Praha      | ČHL-20       | 2  | —  | — | —   | —  | —  | 2.00  | .923  |
| 2003–04      | HC Berounští Medvědi | 1.ČHL        | 2  | —  | — | 120 | 4  | 0  | 2.00  | .929  |
| 2003–04      | HC Sparta Praha      | ČHL          | 1  | —  | — | 11  | 0  | 0  | 0.00  | 1.000 |
| 2004–05      | HC Berounští Medvědi | 1.ČHL        | 2  | —  | — | 120 | 5  | 0  | 2.50  | .951  |
| 2004–05      | HC Sparta Praha      | ČHL          | 2  | —  | — | 12  | 4  | 0  | 20.00 | .600  |
| 2005–06      | Eisbären Berlin      | DEL          | 11 | 10 | 1 | 655 | 23 | 1  | 2.11  | .927  |
| 2008–09      | HC Sparta Praha      | ČHL          | 1  | 0  | 1 | 32  | 4  | 0  | 7.50  | .750  |
| 2009–10      | HC Plzeň 1929        | ČHL          | 6  | 2  | 4 | 357 | 19 | 1  | 3.19  | .899  |
| 2011–12      | HC Sparta Praha      | ČHL          | 5  | 2  | 3 | 308 | 14 | 0  | 2.73  | .902  |
| 2012–13      | Lev Praha            | KHL          | 4  | 0  | 4 | 282 | 11 | 0  | 2.34  | .906  |
| 2013–14      | HC Sparta Praha      | ČHL          | 12 | 7  | 5 | 784 | 27 | 1  | 2.07  | .919  |
| 2015–16      | HC Sparta Praha      | ČHL          | 16 | 9  | 7 | 925 | 33 | 0  | 2.14  | .929  |
| 2016–17      | HC Sparta Praha      | ČHL          | 4  | 0  | 4 | —   | —  | —  | 4.00  | .848  |
| 2017–18      | Fischtown Pinguins   | DEL          | 7  | 3  | 4 | —   | —  | —  | 3.61  | .887  |
| 2018–19      | Fischtown Pinguins   | DEL          | 3  | 1  | 2 | —   | —  | —  | 2.48  | .897  |
| 2021–22      | Kölner Haie          | DEL          | 1  | —  | — | —   | —  | —  | 0.00  | —     |
| 2022–23      | Starbulls Rosenheim  | 3.Ger        | 5  | —  | — | —   | —  | —  | 2.00  | .925  |
| Celkem v NHL | Celkem v NHL         | Celkem v NHL | —  | —  | — | —   | —  | —  | —     | —     |

### Reprezentace
| Rok                       | Tým                       | Soutěž                    | Z | V | P | R | MIN | OG | ČK | POG  | %ChS |
| ------------------------- | ------------------------- | ------------------------- | - | - | - | - | --- | -- | -- | ---- | ---- |
| 2004                      | Česko 20                  | MSJ                       | 2 | 0 | 0 | 0 | 31  | 2  | 0  | 3.93 | .714 |
| Juniorská kariéra celkově | Juniorská kariéra celkově | Juniorská kariéra celkově | 2 | 0 | 0 | 0 | 31  | 2  | 0  | 3.93 | .714 |